# Даугавпилсская область

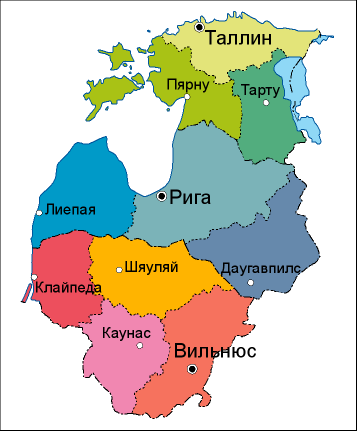
Области в Прибалтике 1952-53 гг. Даугавпилсская область обозначена тёмно-серым цветом

Да́угавпилсская область — административно-территориальная единица Латвийской ССР, существовавшая в 1952—1953 годах. Площадь области составляла 19,1 тыс. кв. км. Административный центр — город Даугавпилс.
Даугавпилсская область (наряду с двумя другими областями республики Рижской и Лиепайской) была образована 8 апреля 1952 года в ходе эксперимента по введению областного деления внутри союзных республик Прибалтики. Даугавпилсская область располагалась в юго-восточной части Латвии. Год спустя эксперимент был признан неудачным и область упразднили (Указом Президиума Верховного Совета СССР от 25 апреля 1953 года).
Область включала следующие административные единицы:
- г. Даугавпилс;
- г. Резекне
- Абренский район;
- Акнистский район;
- Балвский район;
- Вараклянский район;
- Вилянский район;
- Гривский район;
- Дагдский район;
- Даугавпилсский район;
- Екабпилсский район;
- Зилупский район;
- Илукстский район;
- Карсавский район;
- Краславский район;
- Крустпилсский район;
- Ливанский район;
- Лудзенский район;
- Малтский район;
- Неретский район;
- Прейльский район;
- Резекненский район.

## Главы
- Бисениекс, Николай Яковлевич — первый секретарь Даугавпилсского обкома КП Латвии[2].

## Областная газета
По создании области в 1952 году, городская газета «Красное знамя» стала областной газетой. По упразднении области вновь стала городской.